# Persone di nome Eric
| Questa pagina contiene informazioni ricavate automaticamente dalle voci biografiche con l'ausilio del template Bio e di un bot. L'aggiornamento è periodico e automatico e ricostruisce completamente la pagina. Se manca una persona in questa lista, sei pregato di non aggiungerla, ma accertati piuttosto che la sua voce biografica contenga il template Bio e che i dati anagrafici siano correttamente compilati. Se il template Bio manca, inseriscilo tu stesso o, in alternativa, metti l'avviso {{tmp\|Bio}} che ne segnala la mancanza. Se i dati riportati sono sbagliati, correggi direttamente la voce biografica; le modifiche saranno visibili in questa lista entro pochi giorni. Per chiarimenti vedi il progetto antroponimi. La lista contiene solo le 588 persone che sono citate nell'enciclopedia e per le quali è stato implementato correttamente il template Bio. Pagina aggiornata al 16 ott 2024. |

Questa è una lista di persone presenti nell'enciclopedia che hanno il prenome Eric, suddivise per attività principale.

## Allenatori di calcio(9)
- Eric Avila, allenatore di calcio e ex calciatore statunitense (San Diego, n. 1987)
- Eric Barber, allenatore di calcio e calciatore irlandese (Dublino, n. 1942 - Boston, † 2014)
- Eric Black, allenatore di calcio e ex calciatore scozzese (Bellshill, n. 1963)
- Eric Jones, allenatore di calcio e calciatore inglese (Aston, n. 1915 - Lincoln, † 1985)
- Eric Nshimiyimana, allenatore di calcio e ex calciatore ruandese (Bujumbura, n. 1972)
- Eric Orie, allenatore di calcio e ex calciatore olandese (Utrecht, n. 1968)
- Eric Taborda, allenatore di calcio e ex calciatore francese (Lione, n. 1969)
- Eric Van Meir, allenatore di calcio e ex calciatore belga (Brecht, n. 1968)
- Eric Viscaal, allenatore di calcio e ex calciatore olandese (Eindhoven, n. 1968)

## Allenatori di football americano(1)
- Eric Sanders, allenatore di football americano statunitense (San Francisco, n. 1983)

## Allenatori di hockey su ghiaccio(1)
- Eric Wellwood, allenatore di hockey su ghiaccio e ex hockeista su ghiaccio canadese (Tecumseh, n. 1990)

## Allenatori di pallacanestro(1)
- Eric Alfasi, allenatore di pallacanestro israeliano (Netanya, n. 1972 - Tel Aviv, † 2021)

## Alpinisti(1)
- Eric Shipton, alpinista e esploratore britannico (Hatton, n. 1907 - Wiltshire, † 1977)

## Ammiragli(1)
- Eric T. Olson, ammiraglio statunitense (Tacoma, n. 1952)

## Animatori(2)
- Eric Goldberg, animatore e regista statunitense (Levittown, n. 1955)
- Eric Larson, animatore statunitense (Cleveland, n. 1905 - La Cañada Flintridge, † 1988)

## Arbitri di calcio(3)
- Eric Otogo-Castane, arbitro di calcio gabonese (n. 1976)
- Éric Poulat, ex arbitro di calcio francese (Chaponost, n. 1963)
- Eric Wattellier, arbitro di calcio francese (n. 1987)

## Archeologi(2)
- Eric Breuer, archeologo e storico svizzero
- Eric H. Cline, archeologo, storico e antropologo statunitense (n. 1960)

## Assassini(1)
- Eric Smith, assassino statunitense (Contea di Steuben, n. 1980)

## Assassini seriali(1)
- Eric Edgar Cooke, serial killer australiano (Perth, n. 1931 - Fremantle, † 1964)

## Astronauti(1)
- Eric Boe, astronauta statunitense (Miami, n. 1964)

## Astronomi(4)
- Eric J. Christensen, astronomo statunitense (n. 1977)
- Eric Walter Elst, astronomo belga (Mortsel, n. 1936 - Anversa, † 2022)
- Eric Mervyn Lindsay, astronomo britannico (Portadown, n. 1889 - Armagh, † 1974)
- Eric P. Rubenstein, astronomo statunitense

## Autori di giochi(1)
- Eric M. Lang, autore di giochi canadese (n. 1972)

## Autori di videogiochi(1)
- Eric Barone, autore di videogiochi, compositore e musicista statunitense (Los Angeles, n. 1987)

## Avvocati(1)
- Eric Holder, avvocato e politico statunitense (New York, n. 1951)

## Bassi(1)
- Eric Halfvarson, basso statunitense (Aurora, n. 1951)

## Bassisti(3)
- Eric Avery, bassista statunitense (Los Angeles, n. 1965)
- Eric Brittingham, bassista statunitense (Maryland, n. 1960)
- Eric Roberts, bassista statunitense (New York, n. 1984)

## Batteristi(2)
- Eric Gravatt, batterista statunitense
- Eric Singer, batterista statunitense (Cleveland, n. 1958)

## Biologi(3)
- Eric Davidson, biologo statunitense (New York, n. 1937 - Pasadena, † 2015)
- Eric Lander, biologo e funzionario statunitense (New York, n. 1957)
- Eric Wieschaus, biologo statunitense (South Bend, n. 1947)

## Bobbisti(2)
- Eric Fantazzini, bobbista italiano (Pavia, n. 1996)
- Eric Franke, bobbista e ex velocista tedesco (Berlino, n. 1989)

## Canottieri(4)
- Eric Johannesen, canottiere tedesco (Oberhausen, n. 1988)
- Eric Murray, canottiere neozelandese (Hastings, n. 1982)
- Eric Powell, canottiere britannico (Hornsey, n. 1886 - Piz Roseg, † 1933)
- Eric Verdonk, canottiere neozelandese (Taihape, n. 1959 - Auckland, † 2020)

## Cantanti(17)
- Eric Benét, cantante e attore statunitense (Mobile, n. 1966)
- Jello Biafra, cantante e compositore statunitense (Boulder, n. 1958)
- Eric Bloom, cantante, chitarrista e tastierista statunitense (New York, n. 1944)
- Eric Burdon, cantante inglese (Newcastle upon Tyne, n. 1941)
- Eric Carmen, cantante, musicista e compositore statunitense (Cleveland, n. 1949 - † 2024)
- Eric Donaldson, cantante giamaicano (St. Catherine, n. 1947)
- Eric Gales, cantante e chitarrista statunitense (Memphis, n. 1974)
- Eric Gillette, cantante e polistrumentista statunitense (Dallas, n. 1984)
- Eric Martin, cantante statunitense (Long Island, n. 1960)
- Eric Moo, cantante, compositore e produttore discografico malaysiano (Perak, n. 1963)
- Eric Papilaya, cantante austriaco (Vöcklabruck, n. 1978)
- Eric Saade, cantante, conduttore televisivo e ballerino svedese (Kattarp, n. 1990)
- Eric Stewart, cantante, chitarrista e produttore discografico britannico (Droylsden, n. 1945)
- Eric Wagner, cantante statunitense (n. 1959 - Las Vegas, † 2021)
- Eric West, cantante e modello statunitense (New York, n. 1983)
- Ghostemane, cantante statunitense (Lake Worth, n. 1991)
- Eric Woolfson, cantante, tastierista e produttore discografico britannico (Glasgow, n. 1945 - Londra, † 2009)

## Cantautori(9)
- Eric Andersen, cantautore statunitense (Pittsburgh, n. 1943)
- Eric Bazilian, cantautore e polistrumentista statunitense (Filadelfia, n. 1953)
- Eric Bellinger, cantautore e paroliere statunitense (Norwalk, n. 1984)
- Eric Bibb, cantautore statunitense (New York, n. 1951)
- Eric Bogle, cantautore scozzese (Peebles, n. 1944)
- Eric Church, cantautore statunitense (Granite Falls, n. 1977)
- Eric Hutchinson, cantautore e chitarrista statunitense (Washington, n. 1980)
- Eric Nam, cantautore e personaggio televisivo statunitense (Atlanta, n. 1988)
- Eric Turner, cantautore statunitense (Boston, n. 1977)

## Cavalieri(1)
- Eric Lamaze, cavaliere canadese (Montréal, n. 1968)

## Chitarristi(8)
- Eric Bell, chitarrista britannico (Belfast, n. 1947)
- Eric Clapton, chitarrista, cantautore e compositore britannico (Ripley, n. 1945)
- Eric Erlandson, chitarrista e compositore statunitense (Los Angeles, n. 1963)
- Eric Johnson, chitarrista, cantante e compositore statunitense (Austin, n. 1954)
- Eric Melvin, chitarrista statunitense (n. 1966)
- Eric Meyer, chitarrista e produttore discografico statunitense (Long Beach, n. 1966)
- Eric Peterson, chitarrista statunitense (n. 1964)
- Eric Sardinas, chitarrista e cantante statunitense (Fort Lauderdale, n. 1970)

## Ciclisti su strada(2)
- Eric Dall'Armellina, ciclista su strada francese (Oullins, n. 1959)
- Eric Leman, ex ciclista su strada belga (Ledegem, n. 1946)

## Ciclocrossisti(1)
- Eric De Vlaeminck, ciclocrossista, ciclista su strada e pistard belga (Eeklo, n. 1945 - Eeklo, † 2015)

## Clarinettisti(1)
- Eric Borchard, clarinettista, sassofonista e direttore d'orchestra tedesco (Berlino, n. 1886 - Strasburgo, † 1934)

## Combinatisti nordici(1)
- Eric Frenzel, ex combinatista nordico tedesco (Annaberg-Buchholz, n. 1988)

## Comici(1)
- Eric Wareheim, comico, attore e sceneggiatore statunitense (Audubon, n. 1976)

## Compositori(5)
- Eric Buffat, compositore, pianista e arrangiatore italiano (Firenze, n. 1964)
- Eric Coates, compositore e violista inglese (Hucknall, n. 1886 - Chichester, † 1957)
- Eric Ewazen, compositore e docente statunitense (Cleveland, n. 1954)
- Eric Gaudibert, compositore svizzero (Vevey, n. 1936 - Ginevra, † 2012)
- Eric Whitacre, compositore, direttore di coro e direttore di banda statunitense (n. 1970)

## Compositori di scacchi(2)
- Eric M. Hassberg, compositore di scacchi statunitense (Vienna, n. 1918 - Omaha, † 1987)
- Eric E. Westbury, compositore di scacchi britannico (Warwick, n. 1881 - Birmingham, † 1939)

## Contrabbassisti(1)
- Eric Revis, contrabbassista e compositore statunitense (Los Angeles, n. 1967)

## Costumisti(1)
- Eric Daman, costumista statunitense (Monroe, n. 1970)

## Designer(1)
- Eric Gill, designer inglese (Brighton, n. 1882 - Uxbridge, † 1940)

## Diplomatici(2)
- Eric Miéville, diplomatico inglese (Londra, n. 1896 - † 1971)
- Eric Phipps, diplomatico inglese (n. 1875 - † 1945)

## Direttori d'orchestra(2)
- Eric Ericson, direttore d'orchestra svedese (Borås, n. 1918 - Stoccolma, † 2013)
- Eric Jacobsen, direttore d'orchestra e violoncellista statunitense (Long Island, n. 1982)

## Direttori teatrali(1)
- Eric Crozier, direttore teatrale, librettista e sceneggiatore britannico (Londra, n. 1914 - Granville, † 1994)

## Dirigenti d'azienda(1)
- Eric Cook, manager e produttore discografico inglese († 2017)

## Dirigenti sportivi(5)
- Eric Broadley, dirigente sportivo, pilota automobilistico e progettista britannico (Bromley, n. 1928 - Cambridge, † 2017)
- Eric Leme Walther Maleson, dirigente sportivo e ex bobbista brasiliano (Rio de Janeiro, n. 1967)
- Eric Van Lancker, dirigente sportivo e ex ciclista su strada belga (Oudenaarde, n. 1961)
- Eric Vanderaerden, dirigente sportivo, ex ciclista su strada e pistard belga (Herk-de-Stad, n. 1962)
- Eric Wohlberg, dirigente sportivo e ex ciclista su strada canadese (Greater Sudbury, n. 1965)

## Disc jockey(3)
- Maceo Plex, disc jockey e produttore discografico statunitense (Flower Mound, n. 1978)
- Eric Prydz, disc jockey, musicista e produttore discografico svedese (Täby, n. 1976)
- Kid Koala, disc jockey e turntablist canadese (Vancouver, n. 1974)

## Doppiatori(4)
- Eric Bauza, doppiatore e comico canadese (Scarborough, n. 1979)
- Doc Hammer, doppiatore, musicista e sceneggiatore statunitense (Ledyard, n. 1967)
- Eric Kelso, doppiatore statunitense (n. 1962)
- Eric Stuart, doppiatore e cantante statunitense (Brooklyn, n. 1967)

## Economisti(1)
- Eric Maskin, economista statunitense (New York, n. 1950)

## Educatori(1)
- Eric Donald Hirsch, educatore e critico letterario statunitense (Memphis, n. 1928)

## Enciclopedisti(1)
- Eric W. Weisstein, enciclopedista statunitense (Bloomington, n. 1969)

## Esploratori(1)
- Eric Marshall, esploratore, medico e cartografo britannico (Londra, n. 1879 - Isola di Wight, † 1963)

## Filologi(2)
- Eric Dodds, filologo classico, antropologo e grecista irlandese (Banbridge, n. 1893 - Oxford, † 1979)
- Eric Havelock, filologo classico inglese (n. 1903 - † 1988)

## Filosofi(3)
- Eric Gutkind, filosofo tedesco (Berlino, n. 1877 - Chautauqua, † 1965)
- Eric Voegelin, filosofo, politologo e storico tedesco (Colonia, n. 1901 - Palo Alto, † 1985)
- Eric Weil, filosofo tedesco (Parchim, n. 1904 - Nizza, † 1977)

## Fisici(2)
- Eric Allin Cornell, fisico statunitense (Palo Alto, n. 1961)
- Eric Betzig, fisico statunitense (Ann Arbor, n. 1960)

## Fondisti(1)
- Eric Rosjö, fondista svedese (n. 1998)

## Fotografi(3)
- Eric Grigorian, fotografo iraniano (n. 1969)
- Eric Meola, fotografo statunitense (Syracuse, n. 1946)
- Eric Renner, fotografo statunitense (Filadelfia, n. 1941 - Las Cruces, † 2020)

## Fumettisti(1)
- Eric Shanower, fumettista e scrittore statunitense (Key West, n. 1963)

## Funzionari(1)
- Eric Motley, funzionario statunitense (Montgomery, n. 1972)

## Generali(1)
- Eric Shinseki, generale statunitense (Lihue, n. 1942)

## Germanisti(1)
- Eric Gordon, germanista, traduttore e filologo canadese (Salmon Arm, n. 1896 - Manchester, † 1938)

## Giavellottisti(1)
- Eric Lemming, giavellottista svedese (Göteborg, n. 1880 - Göteborg, † 1930)

## Giocatori di baseball(4)
- Eric Campbell, ex giocatore di baseball statunitense (Norwich, n. 1987)
- Eric Hosmer, giocatore di baseball statunitense (South Miami, n. 1989)
- Eric Sogard, giocatore di baseball statunitense (Phoenix, n. 1986)
- Eric Young, giocatore di baseball statunitense (New Brunswick, n. 1985)

## Giocatori di beach volley(1)
- Eric Fonoimoana, ex giocatore di beach volley statunitense (Manhattan Beach, n. 1969)

## Giocatori di calcio a 5(1)
- Eric Maes, ex giocatore di calcio a 5 belga (n. 1954)

## Giocatori di football americano(41)
- Eric Crouch, ex giocatore di football americano statunitense (Omaha, n. 1978)
- Eric Curry, ex giocatore di football americano statunitense (Thomasville, n. 1970)
- Eric Davis, ex giocatore di football americano statunitense (Anniston, n. 1968)
- Eric Decker, ex giocatore di football americano statunitense (Cold Spring, n. 1987)
- Eric Dickerson, ex giocatore di football americano statunitense (Sealy, n. 1960)
- Eric Dorsey, ex giocatore di football americano statunitense (Washington, n. 1964)
- Eric Downing, ex giocatore di football americano statunitense (Ahoskie, n. 1978)
- Eric Ebron, giocatore di football americano statunitense (Newark, n. 1993)
- Eric Fisher, ex giocatore di football americano statunitense (Rochester, n. 1991)
- Eric Gray, giocatore di football americano statunitense (Memphis, n. 1999)
- Eric Hagg, giocatore di football americano statunitense (Peoria, n. 1989)
- Eric Hayes, ex giocatore di football americano statunitense (Tampa, n. 1967)
- E.J. Henderson, ex giocatore di football americano statunitense (Fort Campbell, n. 1980)
- Eric Hicks, ex giocatore di football americano statunitense (Erie, n. 1976)
- Eric Hill, ex giocatore di football americano statunitense (Blytheville, n. 1966)
- Eric Irvin, giocatore di football americano statunitense (Montclair, n. 1988)
- Eric Johnson, giocatore di football americano statunitense (Plainfield, n. 1998)
- Eric Johnson, ex giocatore di football americano statunitense (Needham, n. 1979)
- Eric Kumerow, ex giocatore di football americano statunitense (Chicago, n. 1965)
- Eric Kush, giocatore di football americano statunitense (Bridgeville, n. 1989)
- Eric Lane, ex giocatore di football americano statunitense (Oakland, n. 1959)
- Eric Mangini, ex giocatore di football americano e allenatore di football americano statunitense (Hartford, n. 1971)
- Eric Metcalf, ex giocatore di football americano statunitense (Seattle, n. 1968)
- Eric Moore, ex giocatore di football americano statunitense (Berkeley, n. 1965)
- Eric Moulds, ex giocatore di football americano statunitense (Lucedale, n. 1973)
- Eric Murray, giocatore di football americano statunitense (Milwaukee, n. 1994)
- Eric Pinkins, ex giocatore di football americano statunitense (Sacramento, n. 1991)
- Eric Reid, giocatore di football americano statunitense (Baton Rouge, n. 1991)
- Eric Saubert, giocatore di football americano statunitense (Chicago, n. 1994)
- Eric Schlomm, giocatore di football americano tedesco (Lubecca, n. 1991)
- Eric Stokes, ex giocatore di football americano statunitense (Lincoln, n. 1973)
- Eric Stokes, giocatore di football americano statunitense (Covington, n. 1999)
- Eric Swann, ex giocatore di football americano statunitense (Sanford, n. 1970)
- Eric Turner, giocatore di football americano statunitense (Ventura, n. 1968 - Thousand Oaks, † 2000)
- Eric Unverzagt, ex giocatore di football americano statunitense (Central Islip, n. 1972)
- Eric Weddle, ex giocatore di football americano statunitense (Fontana, n. 1985)
- Eric Wilson, giocatore di football americano statunitense (Cleveland, n. 1994)
- Eric Winston, giocatore di football americano statunitense (Midland, n. 1983)
- Eric Wood, ex giocatore di football americano statunitense (Cincinnati, n. 1986)
- Eric Wright, giocatore di football americano statunitense (San Francisco, n. 1985)
- Eric Zeier, ex giocatore di football americano statunitense (Pensacola, n. 1972)

## Giocatori di freccette(1)
- Eric Bristow, giocatore di freccette inglese (Hackney, n. 1957 - Liverpool, † 2018)

## Giocatori di poker(1)
- Eric Drache, giocatore di poker statunitense (New York, n. 1943)

## Giornalisti(3)
- Eric Corley, giornalista, scrittore e hacker statunitense (New York, n. 1959)
- Eric Jozsef, giornalista francese (Parigi, n. 1966)
- Eric Schlosser, giornalista e saggista statunitense (New York, n. 1959)

## Hockeisti su ghiaccio(10)
- Eric Brewer, hockeista su ghiaccio canadese (Vernon, n. 1979)
- Eric Carruthers, hockeista su ghiaccio britannico (Agincourt, n. 1895 - Tidworth, † 1931)
- Eric Comrie, hockeista su ghiaccio canadese (Edmonton, n. 1995)
- Eric LeMarque, ex hockeista su ghiaccio statunitense (Parigi, n. 1969)
- Eric Lindros, ex hockeista su ghiaccio canadese (London, n. 1973)
- Eric Pance, hockeista su ghiaccio sloveno (Lubiana, n. 1991)
- Eric Paterson, hockeista su ghiaccio canadese (Edmonton, n. 1929 - Sherwood Park, † 2014)
- Eric Staal, hockeista su ghiaccio canadese (Thunder Bay, n. 1984)
- Eric Strobel, ex hockeista su ghiaccio statunitense (Rochester, n. 1958)
- Eric Walsky, hockeista su ghiaccio statunitense (Anchorage, n. 1984)

## Hockeisti su prato(1)
- Eric Crockford, hockeista su prato britannico (n. 1888 - † 1958)

## Imprenditori(5)
- Eric Bischoff, imprenditore e dirigente d'azienda statunitense (Detroit, n. 1955)
- Eric Dancer, imprenditore britannico (Sheffield, n. 1940)
- Eric Everard, imprenditore belga (Bruxelles, n. 1964)
- Eric Schmidt, imprenditore, dirigente d'azienda e collezionista d'arte statunitense (Falls Church, n. 1955)
- Eric Trump, imprenditore, filantropo e attivista statunitense (New York, n. 1984)

## Informatici(2)
- Eric Bina, programmatore statunitense (n. 1964)
- Eric Steven Raymond, informatico e blogger statunitense (Boston, n. 1957)

## Judoka(1)
- Eric Hänni, ex judoka svizzero (Delémont, n. 1938)

## Lessicografi(2)
- Eric Blom, lessicografo, musicologo e critico musicale svizzero (Berna, n. 1888 - Londra, † 1959)
- Eric Partridge, lessicografo neozelandese (Gisborne, n. 1894 - † 1979)

## Linguisti(1)
- Eric Lenneberg, linguista, neurologo e psicologo tedesco (Düsseldorf, n. 1921 - White Plains, † 1975)

## Matematici(1)
- Eric Temple Bell, matematico e scrittore scozzese (Peterhead, n. 1883 - Watsonville, † 1960)

## Mezzofondisti(1)
- Eric Backman, mezzofondista svedese (Acklinga, n. 1896 - Skövde, † 1965)

## Militari(1)
- James Brindley Nicolson, militare e aviatore inglese (Hampstead, n. 1917 - Golfo del Bengala, † 1945)

## Musicisti(5)
- Eric Griffin, musicista statunitense (Boston, n. 1976)
- Garth Hudson, musicista e polistrumentista canadese (Windsor, n. 1937)
- Eric Kretz, musicista statunitense (San Jose, n. 1966)
- Eric Lévi, musicista e compositore francese (Parigi, n. 1955)
- Eric Von Schmidt, musicista e pittore statunitense (Westport, n. 1931 - Fairfield, † 2007)

## Neurologi(2)
- Eric Kandel, neurologo, psichiatra e neuroscienziato austriaco (Vienna, n. 1929)
- Sid Watkins, neurologo e chirurgo inglese (Liverpool, n. 1928 - Londra, † 2012)

## Nobili(4)
- Eric II di Brunswick-Calenberg, nobile tedesco (Dassel, n. 1528 - Pavia, † 1584)
- Eric I di Brunswick-Lüneburg, nobile tedesco (Neustadt am Rübenberge, n. 1470 - Haguenau, † 1540)
- Eric II di Meclemburgo, nobile (n. 1483 - † 1508)
- Eric II di Pomerania-Wolgast, nobile tedesco (Wolgast - Wolgast, † 1474)

## Nuotatori(6)
- Eric Hedlin, nuotatore canadese (Calgary, n. 1993)
- Eric Jubb, ex nuotatore canadese (Toronto, n. 1931)
- Eric Moussambani, nuotatore equatoguineano (Malabo, n. 1978)
- Eric Namesnik, nuotatore statunitense (Pittsburgh, n. 1970 - Ypsilanti, † 2006)
- Eric Shanteau, ex nuotatore statunitense (Snellville, n. 1983)
- Eric Wunderlich, ex nuotatore statunitense (n. 1970)

## Ostacolisti(2)
- Eric Alejandro, ostacolista portoricano (Burlington, n. 1986)
- Eric Cray, ostacolista e velocista filippino (Olongapo, n. 1988)

## Pallanuotisti(3)
- Eric Brochon, pallanuotista svizzero (Losanna, n. 1905 - Losanna, † 1991)
- Eric Lindroth, pallanuotista statunitense (Huntington Beach, n. 1951 - † 2019)
- Eric Robinson, pallanuotista britannico

## Pallavolisti(5)
- Eric Ensing, ex pallavolista statunitense (Santa Clarita, n. 1994)
- Eric Fitterer, ex pallavolista statunitense (Edwardsville, n. 1993)
- Eric Loeppky, pallavolista canadese (Steinbach, n. 1998)
- Eric Mochalski, pallavolista statunitense (Manhattan Beach, n. 1992)
- Eric Vance, ex pallavolista statunitense (Camarillo, n. 1986)

## Pattinatori artistici su ghiaccio(1)
- Eric Radford, ex pattinatore artistico su ghiaccio canadese (Winnipeg, n. 1985)

## Pattinatori di short track(2)
- Éric Bédard, ex pattinatore di short track canadese (Sainte-Thècle, n. 1976)
- Eric Flaim, ex pattinatore di short track e pattinatore di velocità su ghiaccio statunitense (Pembroke, n. 1967)

## Pattinatori di velocità su ghiaccio(1)
- Eric Heiden, ex pattinatore di velocità su ghiaccio e ex ciclista su strada statunitense (Madison, n. 1958)

## Pentatleti(2)
- Eric Marques, pentatleta brasiliano (n. 1919 - † 1976)
- Eric Walther, pentatleta tedesco (Berlino, n. 1975)

## Percussionisti(1)
- Eric Bobo, percussionista statunitense (New York, n. 1968)

## Pesisti(1)
- Randy Barnes, ex pesista statunitense (Charleston, n. 1966)

## Piloti automobilistici(3)
- Eric Brandon, pilota automobilistico britannico (Londra, n. 1920 - Gosport, † 1982)
- Eric van de Poele, ex pilota automobilistico belga (Verviers, n. 1961)
- Eric Thompson, pilota automobilistico britannico (Ditton Hill, n. 1919 - Guildford, † 2015)

## Piloti di rally(1)
- Eric Camilli, pilota di rally francese (Nizza, n. 1987)

## Piloti motociclistici(7)
- Eric Bataille, pilota motociclistico andorrano (Andorra, n. 1981)
- Eric Bostrom, pilota motociclistico statunitense (San Francisco, n. 1976)
- Eric Geboers, pilota motociclistico belga (Neerpelt, n. 1962 - Mol, † 2018)
- Eric Granado, pilota motociclistico brasiliano (San Paolo, n. 1996)
- Eric Hübsch, pilota motociclistico tedesco (Lichtenstein, n. 1990)
- Eric Mahé, pilota motociclistico francese (n. 1970)
- Eric Oliver, pilota motociclistico britannico (Stratford-upon-Avon, n. 1911 - † 1980)

## Pittori(3)
- Lewis des Brisay, pittore, illustratore e poeta britannico (Londra, n. 1927 - Portsmouth, † 2011)
- Eric Drooker, pittore statunitense (New York, n. 1958)
- Erik Werenskiold, pittore e disegnatore norvegese (Kongsvinger, n. 1855 - Oslo, † 1938)

## Polistrumentisti(1)
- Eric Dolphy, polistrumentista e compositore statunitense (Los Angeles, n. 1928 - Berlino, † 1964)

## Politici(14)
- Eric Leroy Adams, politico statunitense (New York, n. 1960)
- Eric Burlison, politico statunitense (Springfield, n. 1976)
- Eric Cantor, politico statunitense (Richmond, n. 1963)
- Rick Crawford, politico statunitense (Homestead, n. 1966)
- Eric Defoort, politico e storico belga (Ypres, n. 1943 - Gentbrugge, † 2016)
- Eric Arturo Delvalle, politico e imprenditore panamense (Panama, n. 1937 - Cleveland, † 2015)
- Eric Garcetti, politico statunitense (Los Angeles, n. 1971)
- Eric Greitens, politico e militare statunitense (Saint Louis, n. 1974)
- Eric Holcomb, politico statunitense (Indianapolis, n. 1968)
- Eric Schmitt, politico e avvocato statunitense (Bridgeton, n. 1975)
- Eric Sorensen, politico statunitense (Rockford, n. 1976)
- Eric Swalwell, politico e avvocato statunitense (Sac City, n. 1980)
- Eric Van Rompuy, politico belga (Uccle, n. 1949)
- Eric Wiebes, politico olandese (Delft, n. 1963)

## Principi(1)
- Eric I di Meclemburgo, principe (n. 1359 - Visby, † 1397)

## Produttori cinematografici(2)
- Eric Fellner, produttore cinematografico inglese (n. 1959)
- Eric Stough, produttore cinematografico statunitense (Evergreen, n. 1972)

## Produttori discografici(2)
- Eric Greif, produttore discografico, manager e avvocato canadese (n. 1962 - † 2021)
- Eric Valentine, produttore discografico statunitense

## Produttori televisivi(1)
- Eric Weinberg, produttore televisivo e sceneggiatore statunitense

## Psicologi(2)
- Eric Berne, psicologo canadese (Montréal, n. 1910 - Carmel-by-the-Sea, † 1970)
- Eric Trist, psicologo britannico (Dover, n. 1909 - Carmel-by-the-Sea, † 1993)

## Psicoterapeuti(1)
- Eric Maisel, psicoterapeuta, docente e scrittore statunitense (Bronx, n. 1947)

## Pugili(1)
- Eric Esch, ex pugile e kickboxer statunitense (Bay City, n. 1966)

## Rapper(2)
- Eazy-E, rapper e produttore discografico statunitense (Compton, n. 1964 - Los Angeles, † 1995)
- RBX, rapper statunitense (Long Beach, n. 1968)

## Registi(10)
- Eric Amadio, regista e sceneggiatore statunitense (Los Angeles)
- Eric Darnell, regista, sceneggiatore e compositore statunitense (Prairie Village, n. 1961)
- Eric Hendershot, regista statunitense (n. 1948)
- Eric Louzil, regista, sceneggiatore e produttore cinematografico statunitense (n. 1951)
- Eric Porter, regista e produttore cinematografico australiano (Camperdown, n. 1911 - Sydney, † 1983)
- Eric Red, regista cinematografico e sceneggiatore statunitense (Pittsburgh, n. 1961)
- Eric Small, regista e sceneggiatore statunitense
- Eric Stacey, regista britannico (Londra, n. 1903 - Los Angeles, † 1969)
- Eric Till, regista britannico (Londra, n. 1929)
- Erich Waschneck, regista, direttore della fotografia e produttore cinematografico tedesco (Grimma, n. 1887 - Berlino, † 1970)

## Rugbisti a 15(3)
- Eric Elwood, ex rugbista a 15, allenatore di rugby a 15 e dirigente sportivo irlandese (Galway, n. 1969)
- Eric Miller, ex rugbista a 15, allenatore di rugby a 15 e imprenditore irlandese (Dublino, n. 1975)
- Eric Rush, ex rugbista a 15 e avvocato neozelandese (Kaeo, n. 1965)

## Sassofonisti(1)
- Eric Marienthal, sassofonista e flautista statunitense (Sacramento, n. 1957)

## Scacchisti(1)
- Eric Lobron, scacchista tedesco (Germantown, n. 1960)

## Sceneggiatori(9)
- Eric Bercovici, sceneggiatore e produttore cinematografico statunitense (New York City, n. 1933 - Kaneohe, † 2014)
- Eric Bress, sceneggiatore e regista statunitense (New York)
- Eric Heisserer, sceneggiatore, regista e produttore cinematografico statunitense (Norman, n. 1970)
- Erich Hoeber, sceneggiatore e produttore cinematografico statunitense
- Eric Kaplan, sceneggiatore e produttore televisivo statunitense (Brooklyn)
- Eric Kripke, sceneggiatore, regista e produttore televisivo statunitense (Toledo, n. 1974)
- Eric Pearson, sceneggiatore statunitense (New York, n. 1984)
- Eric Roth, sceneggiatore statunitense (New York, n. 1945)
- Eric Warren Singer, sceneggiatore e produttore cinematografico statunitense (Los Angeles, n. 1968)

## Scenografi(1)
- Eric Orbom, scenografo statunitense (n. 1915 - Los Angeles, † 1959)

## Schermidori(1)
- Nick Bravin, schermidore statunitense (New York, n. 1971)

## Sciatori alpini(6)
- Eric Holmer, ex sciatore alpino statunitense (n. 1980)
- Eric Keck, sciatore alpino statunitense (n. 1968 - † 2020)
- Eric Pieri, ex sciatore alpino francese (n. 1963)
- Eric Villalón, ex sciatore alpino spagnolo (Barcellona, n. 1973)
- Eric Wilson, ex sciatore alpino statunitense (n. 1957)
- Eric Wyler, sciatore alpino svizzero (n. 2001)

## Scrittori(12)
- Eric Ambler, scrittore e sceneggiatore britannico (Londra, n. 1909 - Londra, † 1998)
- Eric Chase Anderson, scrittore, illustratore e designer statunitense (Houston, n. 1972)
- Eric Carle, scrittore e illustratore statunitense (Syracuse, n. 1929 - Northampton, † 2021)
- Eric Frattini, scrittore, giornalista e sceneggiatore peruviano (Lima, n. 1963)
- Eric Hoffer, scrittore, filosofo e psicologo statunitense (New York, n. 1902 - San Francisco, † 1983)
- Eric Robert Russell Linklater, scrittore britannico (Penarth, n. 1899 - Aberdeen, † 1974)
- Eric Lomax, scrittore e militare scozzese (Edimburgo, n. 1919 - † 2012)
- Eric Nylund, scrittore statunitense (Panorama City, n. 1964)
- George Orwell, scrittore, giornalista e saggista britannico (Motihari, n. 1903 - Londra, † 1950)
- Eric James Stone, scrittore statunitense (n. 1967)
- Eric Van Lustbader, scrittore statunitense (Greenwich Village, n. 1946)
- Eric Walten, scrittore olandese (n. 1663 - † 1697)

## Scrittori di fantascienza(1)
- Eric Frank Russell, autore di fantascienza britannico (Sandhurst, n. 1905 - Liverpool, † 1978)

## Scultori(2)
- Eric Adjetey Anang, scultore ghanese (Teshie, n. 1985)
- Eric Claus, scultore olandese (Haarlem, n. 1936)

## Semiologi(1)
- Eric Landowski, semiologo e sociologo francese (n. 1946)

## Skater(1)
- Eric Koston, skater statunitense (Bangkok, n. 1975)

## Skeletonisti(2)
- Eric Bernotas, ex skeletonista statunitense (West Chester, n. 1971)
- Eric Neilson, skeletonista canadese (n. 1981)

## Sovrani(9)
- Eric di Pomerania, re (Darłowo - Darłowo, † 1459)
- Eric il Vittorioso, re norrena
- Eric I di Danimarca, re danese (Slangerup, n. 1055 - Pafo, † 1103)
- Eric III di Danimarca, re danese (Odense, † 1146)
- Eric IV di Danimarca, re danese (n. 1216 - † 1250)
- Eric V di Danimarca, re danese (n. 1249 - † 1286)
- Eric VI di Danimarca, re (n. 1274 - † 1319)
- Erik X di Svezia, re (n. 1180 - Visingsö, † 1216)
- Erik Årsäll di Svezia, re norrena († 1088)

## Storici(4)
- Eric Christiansen, storico inglese (n. 1937 - † 2016)
- Eric Foner, storico statunitense (New York, n. 1943)
- Eric Gobetti, storico italiano (Torino, n. 1973)
- Eric Hobsbawm, storico e scrittore britannico (Alessandria d'Egitto, n. 1917 - Londra, † 2012)

## Tastieristi(1)
- Eric Wrixon, tastierista britannico (Belfast, n. 1947 - Arzelato, † 2015)

## Tennisti(7)
- Eric Butorac, ex tennista statunitense (Rochester, n. 1981)
- Cliff Drysdale, ex tennista sudafricano (Nelspruit, n. 1941)
- Eric Fromm, ex tennista statunitense (Queens, n. 1958)
- Eric Jelen, ex tennista tedesco (Treviri, n. 1965)
- Eric Korita, ex tennista statunitense (Chicago, n. 1963)
- Eric Sturgess, tennista sudafricano (Johannesburg, n. 1920 - Johannesburg, † 2004)
- Eric Taino, ex tennista statunitense (Jersey City, n. 1975)

## Terroristi(1)
- Eric Rudolph, terrorista statunitense (Merritt Island, n. 1966)

## Triatleti(1)
- Erik van der Linden, triatleta olandese (Schagen, n. 1974)

## Tuffatori(1)
- Eric Sehn, tuffatore canadese (Edmonton, n. 1984)

## Velocisti(3)
- Eric Harrison Jr., velocista statunitense (Washington, n. 1999)
- Eric Liddell, velocista, rugbista a 15 e missionario britannico (Tientsin, n. 1902 - Weifang, † 1945)
- Eric Sundblad, velocista svedese (Stoccolma, n. 1897 - Stoccolma, † 1983)

## Wrestler(7)
- Enzo Amore, wrestler e rapper statunitense (Hackensack, n. 1986)
- Rick Boogs, ex wrestler e powerlifter statunitense (Franklin, n. 1987)
- Eddie Edwards, wrestler statunitense (Boston, n. 1983)
- Eric Matlock, wrestler statunitense (Santa Cruz)
- Eric Pérez, wrestler portoricano (Porto Rico, n. 1979)
- Viktor, wrestler canadese (Calgary, n. 1980)
- Eric Watts, wrestler statunitense (Los Angeles, n. 1986)

## Senza attività specificata(11)
- Eric Barba, effettista statunitense
- Eric Bergoust, ex sciatore freestyle statunitense (Missoula, n. 1969)
- Eric Caudieux, tecnico del suono, produttore discografico e tastierista francese (Parigi, n. 1960)
- Eric I di Sassonia-Lauenburg, duca (n. 1280 - Nienburg, † 1360)
- Eric II di Sassonia-Lauenburg, duca (Ratzeburg - Ratzeburg, † 1386)
- Eric IV di Sassonia-Lauenburg, duca (Ratzeburg, n. 1354 - Ratzeburg, † 1411)
- Eric V di Sassonia-Lauenburg, duca (Ratzeburg - Ratzeburg, † 1436)
- Eric Jacobson, burattinaio e doppiatore statunitense (Fort Worth, n. 1971)
- Eric Morley, inglese (Holborn, n. 1918 - Londra, † 2000)
- Eric Saindon, effettista statunitense (Gorham, n. 1969)
- Eric Swinkels, ex tiratore a volo olandese (Best, n. 1949)